# Шивдасани, Садхана
Садхана Шивдасани (англ. Sadhana Shivdasani, синдхи साधना शिवदासानी, более известная под мононимом Садхана; 2 сентября 1941 — 25 декабря 2015) — индийская актриса. Дебютировала в середине 1950-х. За свою карьеру снялась приблизительно в 30 фильмах на хинди. Дважды номинировалась на Filmfare Award за лучшую женскую роль. Оставила кинематограф в середине 1970-х.

## Биография
Родилась в городе Карачи, провинция Синд, Британская Индия (ныне Пакистан) в семье Лали и Шиврама Шивдасани. Отец назвал её в честь актрисы и танцовщицы Садханы Бос. Актёр Хари Шивдасани, отец актрисы Бабиты Капур, приходился Садхане дядей. Благодаря ему она впервые попала в кино, появившись в числе хористок в музыкальном номере «Mudh Mudh Ke Na Dekh» фильма «Господин 420» в 1955 году.
После раздела Индии и начала гражданских беспорядков, её семья переехала в Бомбей и поселилась в бараках в районе Сион. В 1950 году Садхана была зачислена в пятый класс школы Auxilium Convent, до этого из-за частых переездов она училась на дому под руководством своей матери. После окончания школы она поступила в колледж Джай Хинд, где изучала искусство. Здесь во время студенческого спектакля девушка была замечена кинопроизводителями и приглашена на роль второго плана в первый индийский фильм на синдхи Abana, вышедший в 1958 году. В нём она сыграла младшую сестру героини Шейлы Рамани.
Продюсер Шашадхар Мукхерджи увидел фото Садханы, напечатанное в рамках рекламы фильма в журнале Screen, и предложил присоединиться к его актёрской школе. Она также подписала контракт на три года с производственным домом Filmalaya и снялась в его первом фильме «Любовь в Симле» вместе с Джоем Мукерджи. Для того, чтобы скрыть слишком широкий лоб на экране, она подстригла чёлку как у героини Одри Хепбёрн из фильма «Римские каникулы». Впоследствии такая причёска получила в Индии небывалую популярность и стала называться «Sadhana cut». «Любовь в Симле» стала хитом и вошла в число десяти самых кассовых фильмов года в Болливуде.
Во время съёмок «Любовь в Симле» Садхана подписала контракт на участие в фильме Parakh Бимала Роя. Рой также взял её в своё следующее режиссёрское предприятие Prem Patra (1962). В 1961 году на экраны вышел третий фильм Садханы — Hum Dono с Девом Анандом. В следующем году она вновь снималась в паре с Мукерджи (Ek Musafir Ek Hasina) и Анандом (Asli-Naqli). К этому времени её первоначальная зарплата (750 рупий в месяц) увеличилась в 4 раза. В 1964 году вышел её первый цветной фильм Mere Mehboob, где её партнёром стал Раджендра Кумар. Садхана также сыграла главную роль в триллере Woh Kaun Thi? (1964) Раджа Кхослы, который впоследствии сделал её героиней двух своих следующих фильмов такого типа: Mera Saaya (1966) и Anita (1967). Эта трилогия принесла ей прозвище «Таинственная девушка» (англ. Mystery Girl), а Woh Kaun Thi? — номинацию на Filmfare Award за лучшую женскую роль.

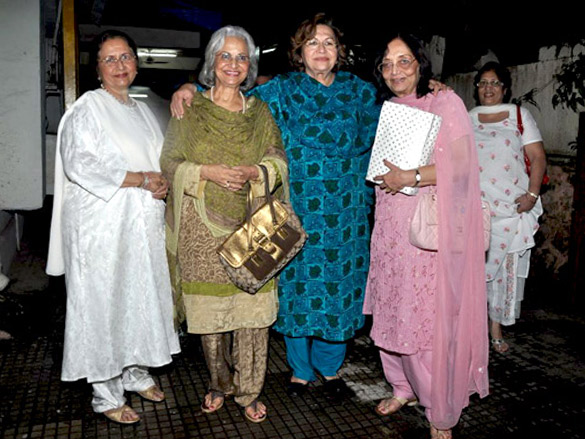
Нанда, Вахида Рехман, Хелен и Садхана (справа) в 2010 году

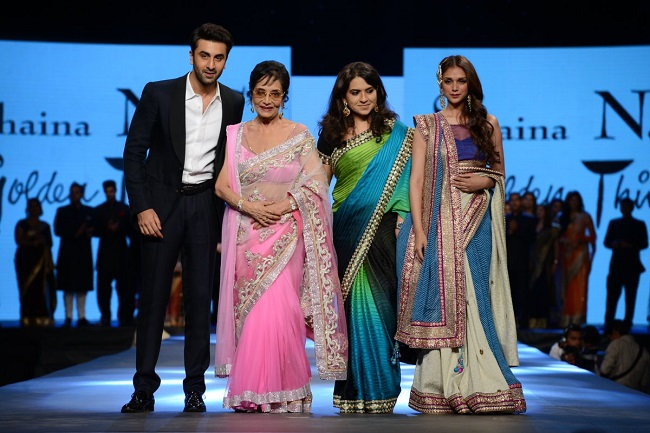
Ранбир Капур, Садхана, Шайна НС и Адити Рао Хидари на показе мод в 2014 году

Оба её релиза 1965 года — «Испытание временем» и «Любовь в Кашмире» стали блокбастерами. В первом из них она появилась на экране в наряде состоящем из чуридар и короткой облегающей курты, ставшем впоследствии модным трендом. Идея такого костюма пришла в голову самой Садхане. Она попросила художника по костюмам Бхану Атайя сшить наряд по её описанию. А когда режиссёр картины Яш Чопра увидел Садхану в нём, то решил, что это именно то, что нужно её героине. За роль Мины «Испытании временем» она была также во второй раз номинирована на премию Filmfare.
В 1966 году актриса вышла замуж за Рама Кришну Найяра, режиссёра её первого фильма на хинди. Вскоре после этого у неё начались проблемы со щитовидной железой. Садхана прошла курс лечения в одной из клиник Бостона, из-за этого сделав перерыв в карьере. В это время её востребованность пошла на спад. Режиссёр Х. С. Равайл, который ждал почти год, чтобы она снялась у него в Mere Mehboob, заменил её в своем следующем фильме «Революция» (1968) на Виджаянтималу Бали. А Бакши РамПракаш Чиббер отдал её роль в Around the World (1967) актрисе Раджшри.
Садхана продолжила сниматься после возвращения в Индию. Два её фильма 1969 года с Санджаем Ханом: Intaquam и «Цветок и два садовника» имели кассовый успех.
Всего за 1960-е годы актриса снялась в 19 кинолентах, 11 из которых стали хитами. В 1970-е годы она приняла участие в менее 10 картин, в числе которых Geeta Mera Naam (1974), режиссёром которой стала сама Садхана. После этого она оставила актёрскую карьеру, не желая переходить на роли второго плана.
Несколько лет спустя они с мужем основали продюсерскую компанию, а в 1989 году Садхана вновь попробовала себя в качестве режиссёра в фильме с Димпл Кападия. В 2002 году актриса была награждена IIFA Award за неоценимый вклад в индийское кино.
Супруг актрисы скончался в 1995 году. Детей у них не было. В 2001 году Садхана взяла под своё покровительство новорожденную девочку по имени Рея (у Реи есть родители, но актриса называет её своей приёмной дочерью).
Садхана поддерживала дружеские отношения с актрисами прошлых лет Вахидой Рехман, Ашей Парекх, Нандой и Хелен.
В декабре 2014 года из-за ротового кровотечения Садхана перенесла операцию в госпитале К. Дж. Сомайя. Спустя год она вновь была госпитализирована и скончалась в госпитале Хиндуджа 25 декабря.